# Cora Sandel
Cora Sandel, pseudonym för Sara Fabricius, född 20 december 1880 i Kristiania (Oslo), Norge, död 3 april 1974 i Uppsala, Sverige,  var en norsk författare.

## Biografi
Fabricius växte upp i Tromsø. Hon reste som ung till Paris för att etablera sig som konstnär men fick inte något gensvar och blev aldrig utställd under sin livstid. 1921 flyttade hon till Sverige. Författardebuten kom först vid 46 års ålder i samband med skilsmässan från maken, den svenske skulptören Anders Jönsson. Alberte och Jakob (1926) blev den första i en serie på tre, förmodat delvis självbiografiska, romaner, som tar sin utgångspunkt i Albertes isolerade liv i Tromsø. Tillsammans med Alberte och friheten (1931) och Bara Alberte (1939) var detta hennes stora litterära verk.
Som kvinnliga konstnärs- och utvecklingsromaner hör Alberte-böckerna till höjdpunkterna i Norges mellankrigslitteratur, och är ett huvudverk i norsk romandiktning över huvud taget. Böckerna visar hur en kvinna kan stå emot yttre press och inre hämningar och följa sin egen väg som konstnär. Sandels prosa är scenisk, men med en delvis bitande ironi. Denna stil renodlar hon i de båda romanerna Kranes konditori (1945, dramatiserad av Helge Krog och även filmatiserad) och Kjøp ikke Dondi (1958). Sandel är också en av Norges absolut främsta novellister, och gav ut fyra rika och varierade samlingar: En blå sofa (1927), Carmen og Maja (1932), Mange takk, doktor (1935) och Figurer på mørk bunn (1949). Hennes Samlede verker 1–7 kom 1952 och Barnet som elsket veier, ett urval av tidigare opublicerade texter, 1973.
Trots stora litterära framgångar gömde sig Fabricius alltjämt bakom pseudonym och levde ett ganska tillbakadraget liv. Hon är gravsatt i minneslunden på Berthåga kyrkogård i Uppsala.

## Priser och utmärkelser
- 1948 – Tidningen Vi:s litteraturpris
- 1956 – Boklotteriets stipendiat
- 1994 nedslagskratern Sandel på planeten Venus uppkallas efter henne.[5]